# Oistus
Oistus is een geslacht van kevers uit de familie  
kniptorren (Elateridae).
Het geslacht is voor het eerst wetenschappelijk beschreven in 1857 door Candèze.

## Soorten
Het geslacht omvat de volgende soorten:
- Oistus cacicus Candèze, 1857
- Oistus edmonstoni Hyslop, 1918
- Oistus riveti Fleutiaux, 1920
- Oistus sphenosomus Candèze, 1857
- Oistus subaeneus Fleutiaux, 1920
- Oistus submetallicus Candèze, 1900
- Oistus suturalis Champion, 1896